# 盐湖 (青海湖泊)
盐湖是一個位于中国青海省西南部治多县境内的湖泊，位于可可西里自然保护区东北部，形成于昆仑山中段第三纪陆相断陷盆地内，北为博卡雷克塔格山，南为唐古拉山脉，湖面海拔4464米，集水面积8728.78平方公里，面积191.145平方公里，容积33.878亿立方米。为弱碱性的咸水湖，以产盐而得名，20世纪80年代曾被开采，後因可可西里自然保护区的成立而停止，湖水主要靠上游海丁诺尔補給，為保護青藏鐵路和青藏公路的安全，2019年9月青海省政府將湖水引入清水河注入楚瑪爾河。